# العلاقات الأذربيجانية الصينية
العلاقات الأذربيجانية الصينية هي العلاقات الثنائية التي تجمع بين أذربيجان والصين.

## مقارنة بين البلدين
هذه مقارنة عامة ومرجعية للدولتين:
| وجه المقارنة                                              | أذربيجان        | الصين                    |
| --------------------------------------------------------- | --------------- | ------------------------ |
| المساحة (كم2)                                             | 86.60 ألف       | 9.60 مليون               |
| عدد السكان (نسمة)                                         | 10.00 مليون     | 1.33 مليار               |
| الكثافة السكانية (ن./كم²)                                 | 115.47          | 138.54                   |
| العاصمة                                                   | باكو            | بكين                     |
| اللغة الرسمية                                             | اللغة الأذرية   | اللغة الصينية القياسية   |
| العملة                                                    | مانات أذربيجاني | رنمينبي                  |
| الناتج المحلي الإجمالي (بليون دولار)                      | 40.75 مليار     | 12.24 تريليون            |
| الناتج المحلي الإجمالي (تعادل القوة الشرائية) بليون دولار | 171.56 مليار    | 19.82 تريليون            |
| الناتج المحلي الإجمالي الاسمي للفرد دولار أمريكي          | 5.50 ألف        | 8.03 ألف                 |
| الناتج المحلي الإجمالي للفرد دولار أمريكي                 | 17.52 ألف       | 13.21 ألف                |
| مؤشر التنمية البشرية                                      | 0.751           | 0.728                    |
| رمز المكالمات الدولي                                      | +994            | +86                      |
| رمز الإنترنت                                              | .az             | .cn، .中国 ‏، .中國 ‏      |
| المنطقة الزمنية                                           | ت ع م+04:00     | توقيت الصين، ت ع م+08:00 |

## مدن متوأمة
في ما يلي قائمة باتفاقيات التوأمة بين مدن أذربيجانية وصينية:
- ترتبط سومقاييت مع تشوتشو باتفاقية توأمة منذ 1987.

## منظمات دولية مشتركة
يشترك البلدان في عضوية مجموعة من المنظمات الدولية، منها:
| علم المنظمة | اسم المنظمة                               | تاريخ انضمام أذربيجان | تاريخ انضمام الصين |
| ----------- | ----------------------------------------- | --------------------- | ------------------ |
|             | الاتحاد البريدي العالمي                   | ?                     | ?                  |
|             | بنك التنمية الآسيوي                       | 1999                  | 1986               |
|             | يونسكو                                    | 3 يونيو 1992          | 4 نوفمبر 1946      |
|             | البنك الدولي للإنشاء والتعمير             | 18 سبتمبر 1992        | 27 ديسمبر 1945     |
|             | وكالة ضمان الاستثمار متعدد الأطراف        | 23 سبتمبر 1992        | 30 أبريل 1988      |
|             | الاتحاد الدولي للاتصالات                  | 10 أبريل 1992         | 1 سبتمبر 1920      |
|             | منظمة الشرطة الجنائية الدولية             | ?                     | ?                  |
|             | مؤسسة التمويل الدولية                     | 11 أكتوبر 1995        | 15 يناير 1969      |
|             | الأمم المتحدة                             | 2 مارس 1992           | 25 أكتوبر 1971     |
|             | مؤسسة التنمية الدولية                     | 31 مارس 1995          | 24 سبتمبر 1960     |
|             | منظمة حظر الأسلحة الكيميائية              | ?                     | ?                  |
|             | المركز الدولي لتسوية المنازعات الاستشارية | 18 أكتوبر 1992        | 6 فبراير 1993      |

## وصلات خارجية
- موقع وزارة الخارجية الأذربيجانية
- موقع وزارة الخارجية الصينية